# Sam Walton
Samuel Moore Walton (29/3/1918 - 5/4/1992) là một ông trùm kinh doanh người Mỹ nổi tiếng với việc thành lập các nhà bán lẻ Walmart và Sam's Club, mà ông bắt đầu lần lượt vào năm 1962 và 1983. Wal-Mart Stores Inc. đã trở thành tập đoàn lớn nhất thế giới tính theo doanh thu cũng như là nhà tuyển dụng tư nhân lớn nhất thế giới. Trong một khoảng thời gian, Walton là người giàu nhất nước Mỹ. Gia đình ông vẫn là gia đình giàu nhất Hoa Kỳ trong nhiều năm liên tiếp, với giá trị tài sản ròng khoảng 240,6 tỷ USD tính đến tháng 1 năm 2022.

## Những năm đầu đời
Samuel Moore Walton được sinh ra bởi Thomas Gibson Walton và Nancy Lee, ở Kingfisher, Oklahoma. Ông sống ở đó với cha mẹ trong trang trại của họ cho đến năm 1923. Tuy nhiên, công việc đồng áng không cung cấp đủ tiền để nuôi sống gia đình, và Thomas Walton phải thế chấp trang trại. Ông làm việc cho Công ty Walton Mortgage của anh trai mình, là đại lý cho Bảo hiểm Nhân thọ Metropolitan, nơi ông bị tịch thu tài sản tại các trang trại trong thời kỳ Đại suy thoái.
Nhận thức vai trò của mình là phải hỗ trợ chứ không thể dựa dẫm vào gia đình, ông đã bắt đầu đi đưa báo từ lúc 8 tuổi cho đến khi vào đại học. Khi học đại học ông cũng đã trải qua rất nhiều nghề để nuôi sống bản thân cũng như trang trải cho việc học tập. Trong quãng thời gian đó ông đã học được rằng cần phải làm việc chăm chỉ như thế nào để có được một USD và khi bạn lao động thì bạn xứng đáng được hưởng một cái gì đó.
Ông và gia đình (giờ có thêm một người con trai, James, sinh năm 1921) chuyển đến từ Oklahoma. Họ chuyển từ thị trấn nhỏ này sang thị trấn nhỏ khác trong vài năm, chủ yếu là ở Missouri. Khi đang học lớp tám ở Shelbina, Missouri, Sam trở thành Eagle Scout trẻ nhất trong lịch sử của bang. Khi trưởng thành, Walton đã nhận được Giải thưởng Hướng đạo sinh Đại bàng Xuất sắc từ Hội Nam Hướng đạo Mỹ.
Cuối cùng gia đình chuyển đến Columbia, Missouri. Lớn lên trong thời kỳ Đại suy thoái, anh ấy đã làm những công việc lặt vặt để giúp trang trải tài chính cho gia đình như một điều bình thường vào thời điểm đó. Anh vắt sữa bò của gia đình, đóng chai phần thừa và chở cho khách hàng. Sau đó, anh ấy sẽ giao báo Columbia Daily Tribune trên đường giấy. Ngoài ra, ông còn bán tạp chí đặt trước. Khi tốt nghiệp trường trung học David H. Hickman ở Columbia, anh được bình chọn là "Cậu bé đa năng nhất".
Sau khi tốt nghiệp trung học, Walton quyết định học đại học, hy vọng tìm được cách tốt hơn để giúp đỡ gia đình. Anh theo học tại Đại học Missouri với tư cách là một học viên ROTC. Trong thời gian này, anh ấy đã làm nhiều công việc lặt vặt khác nhau, bao gồm cả chạy bàn để đổi lấy bữa ăn. Cũng trong thời gian học đại học, Walton đã tham gia chương Zeta Phi của hội huynh đệ Beta Theta Pi. Anh ta cũng được QEBH, hội kín nổi tiếng trong khuôn viên trường tôn vinh những người đàn ông cấp cao hàng đầu, và hội danh dự quân sự quốc gia Scabbard and Blade, khai thác. Ngoài ra, Walton còn là chủ tịch của Lớp học Kinh thánh Burall, một lớp học có đông sinh viên của Đại học Missouri và Cao đẳng Stephens. Sau khi tốt nghiệp cử nhân kinh tế năm 1940, ông được bầu làm "chủ tịch thường trực" của lớp.
Hơn nữa, anh ấy giải thích thêm rằng anh ấy đã học được từ rất sớm rằng điều quan trọng đối với họ khi còn nhỏ là giúp chu cấp cho gia đình, trở thành người cho hơn là người nhận. Khi phục vụ trong quân đội, Walton nhận ra rằng ông muốn tham gia bán lẻ và kinh doanh cho chính mình. Walton gia nhập J. C. Penney với tư cách là thực tập sinh quản lý tại Des Moines, Iowa, ba ngày sau khi tốt nghiệp đại học. Vị trí này trả cho anh ta 75 đô la một tháng. Walton đã dành khoảng 18 tháng với J. C. Penney. Ông từ chức vào năm 1942 với dự đoán sẽ được giới thiệu vào quân đội để phục vụ trong Thế chiến 2. Trong thời gian đó, anh ấy làm việc tại nhà máy vũ khí DuPont gần Tulsa, Oklahoma. Ngay sau đó, Walton gia nhập quân đội trong Lực lượng Tình báo Quân đội Hoa Kỳ, giám sát an ninh tại các nhà máy sản xuất máy bay. Ở vị trí này, ông đã phục vụ tại Fort Douglas ở Thành phố Salt Lake, Utah. Cuối cùng anh ấy đã đạt được cấp bậc Đại úy (Hoa Kỳ).

## Những cửa hàng đầu tiên
Năm 1945, sau khi rời quân ngũ, Walton tiếp quản công việc quản lý cửa hàng bách hóa đầu tiên của mình ở tuổi 26. Với khoản vay 20.000 đô la từ bố vợ, cộng với 5.000 đô la mà ông dành dụm được từ thời còn trong quân đội, Walton đã mua một cửa hàng bách hóa Ben Franklin ở Newport, Arkansas. Cửa hàng là nhượng quyền thương mại của chuỗi Butler Brothers.
Walton đã đi tiên phong trong nhiều khái niệm đã trở thành cốt yếu đối với thành công của ông. Theo Walton, nếu ông đưa ra mức giá tốt hoặc tốt hơn so với các cửa hàng ở các thành phố cách đó bốn giờ đi ô tô, mọi người sẽ mua sắm tại nhà. Walton đảm bảo rằng các kệ hàng luôn được chất đầy nhiều loại hàng hóa. Cửa hàng thứ hai của anh ấy, cửa hàng bách hóa nhỏ "Eagle", nằm trên phố từ Ben Franklin đầu tiên của anh ấy và bên cạnh đối thủ cạnh tranh chính của nó ở Newport.
Với doanh số bán hàng tăng từ 80.000 đô la lên 225.000 đô la trong ba năm, Walton đã thu hút sự chú ý của chủ nhà, P. K. Holmes, gia đình có truyền thống bán lẻ. Ngưỡng mộ thành công rực rỡ của Sam và mong muốn giành lại cửa hàng (và quyền nhượng quyền thương mại) cho con trai mình, ông đã từ chối gia hạn hợp đồng thuê. Việc thiếu một lựa chọn gia hạn, cùng với giá thuê cao ngất ngưởng chiếm 5% doanh thu, là những bài học kinh doanh ban đầu cho Walton. Mặc dù buộc Walton phải ra ngoài, Holmes vẫn mua hàng tồn kho và đồ đạc của cửa hàng với giá 50.000 đô la, mà Walton gọi là "giá hợp lý".
Khi hợp đồng thuê còn một năm nhưng cửa hàng đã bán rất chạy, anh, vợ là Helen và bố vợ đã thương lượng được việc mua một địa điểm mới trên quảng trường trung tâm thành phố Bentonville, Arkansas. Walton đã thương lượng để mua một cửa hàng giảm giá nhỏ và quyền sở hữu tòa nhà, với điều kiện ông phải có hợp đồng thuê 99 năm để mở rộng sang cửa hàng bên cạnh. Chủ cửa hàng bên cạnh đã từ chối sáu lần, và Walton đã từ bỏ Bentonville khi bố vợ của anh, mà Sam không hề hay biết, đã đến thăm chủ cửa hàng lần cuối cùng và 20.000 đô la để đảm bảo hợp đồng thuê. Anh ta chỉ còn đủ tiền từ việc bán cửa hàng đầu tiên để hoàn tất giao dịch và hoàn trả cho cha của Helen. Họ mở cửa kinh doanh bằng đợt giảm giá tu sửa trong một ngày vào ngày 9 tháng 5 năm 1950.
Trước khi ông mua cửa hàng Bentonville, nó đã đạt doanh thu 72.000 đô la và tăng lên 105.000 đô la trong năm đầu tiên, sau đó là 140.000 đô la và 175.000 đô la.

## Chuỗi cửa hàng Ben Franklin
Với việc Bentonville "Five and Dime" mới mở cửa kinh doanh, và cách đó 220 dặm, hợp đồng thuê ở Newport còn một năm, chàng trai trẻ thiếu tiền Walton phải học cách giao phó trách nhiệm.
Sau khi thành công với hai cửa hàng ở khoảng cách như vậy (và với sự bùng nổ dân số thời hậu chiến đang diễn ra mạnh mẽ), Walton trở nên hào hứng với việc tìm kiếm nhiều địa điểm hơn và mở thêm nhiều cửa hàng nhượng quyền của Ben Franklin. (Ngoài ra, sau vô số giờ ngồi sau tay lái và cùng với người anh thân thiết James "Bud" Walton từng là phi công trong chiến tranh, ông quyết định mua một chiếc máy bay nhỏ đã qua sử dụng. Cả ông và con trai John sau này đều trở nên thành đạt. phi công và ghi lại hàng nghìn giờ để tìm kiếm các địa điểm và mở rộng công việc kinh doanh của gia đình.)
Năm 1954, ông cùng anh trai Bud mở cửa hàng tại một trung tâm mua sắm ở Ruskin Heights, ngoại ô Thành phố Kansas City, Missouri. Với sự giúp đỡ của anh trai và bố vợ, Sam tiếp tục mở nhiều cửa hàng tạp hóa mới. Anh ấy khuyến khích các nhà quản lý của mình đầu tư và nắm giữ cổ phần trong doanh nghiệp, thường lên tới 1000 đô la trong cửa hàng của họ hoặc cửa hàng tiếp theo sẽ mở. (Điều này thúc đẩy các nhà quản lý trau dồi kỹ năng quản lý và nắm quyền kiểm soát vai trò của họ trong doanh nghiệp.) Đến năm 1962, cùng với anh trai Bud, ông sở hữu 16 cửa hàng ở Arkansas, Missouri và Kansas (15 cửa hàng Ben Franklin's và một độc lập, ở Fayetteville, Arkansas).
Sam Walton được coi là một trong những doanh nhân dự án vĩ đại nhất trong ngành chuỗi bán lẻ. Anh ấy có một niềm đam mê lớn đối với việc học. Anh ấy thường xuyên thực hiện các chuyến thăm không báo trước tới các Walmart trên khắp đất nước để tìm hiểu xem những cải tiến nào của địa phương đang hoạt động hiệu quả mà sau đó có thể chia sẻ với các Walmart khác. Trong một lần ghé thăm đó, anh ấy đã bối rối khi thấy một người chào hỏi nói “xin chào” ở lối vào cửa hàng và hỏi anh ta đang làm gì. Người chào hàng giải thích rằng công việc chính của anh ta là ngăn cản những kẻ trộm cắp lấy hàng hóa chưa thanh toán ra khỏi cửa hàng qua lối vào. Walton rất vui mừng và chia sẻ sự đổi mới với “cộng sự” trong chuỗi của mình.

## Cửa hàng Walmart đầu tiên
Walmart thực sự đầu tiên được khai trương vào ngày 2 tháng 7 năm 1962 tại Rogers, Arkansas. Được gọi là cửa hàng Thành phố Giảm giá Wal-Mart, nó tọa lạc tại 719 Phố West Walnut. Ông đã đưa ra một nỗ lực quyết tâm để tiếp thị các sản phẩm do Mỹ sản xuất. Nỗ lực này bao gồm mong muốn tìm kiếm các nhà sản xuất Mỹ có thể cung cấp hàng hóa cho toàn bộ chuỗi Walmart với mức giá đủ thấp để đáp ứng sự cạnh tranh nước ngoài.
Khi chuỗi cửa hàng Meijer phát triển, nó đã thu hút sự chú ý của Walton. Anh thừa nhận rằng mô hình trung tâm mua sắm một cửa của mình dựa trên khái niệm đổi mới ban đầu của Meijer. Trái ngược với thông lệ phổ biến của các chuỗi cửa hàng giảm giá ở Mỹ, Walton đặt các cửa hàng ở các thị trấn nhỏ hơn chứ không phải các thành phố lớn hơn. Để đến gần người tiêu dùng, lựa chọn duy nhất vào thời điểm đó là mở các cửa hàng ở các thị trấn nhỏ. Mô hình của Walton đưa ra hai lợi thế. Thứ nhất, sự cạnh tranh hiện tại bị hạn chế và thứ hai, nếu một cửa hàng đủ lớn để kiểm soát hoạt động kinh doanh trong thị trấn và các khu vực lân cận, các thương nhân khác sẽ không muốn tham gia thị trường.
Để làm cho mô hình của mình hoạt động, anh ấy nhấn mạnh vào hậu cần, đặc biệt là xác định vị trí các cửa hàng cách các kho khu vực của Walmart trong vòng một ngày lái xe và phân phối thông qua dịch vụ vận tải đường bộ của riêng mình. Mua với số lượng lớn và giao hàng hiệu quả cho phép bán hàng hóa có thương hiệu giảm giá. Do đó, sự tăng trưởng bền vững—từ 190 cửa hàng năm 1977 lên 800 cửa hàng năm 1985—đã đạt được.
Với quy mô và ảnh hưởng kinh tế của mình, Walmart được ghi nhận là có tác động đáng kể đến bất kỳ khu vực nào mà nó thành lập cửa hàng. Những tác động này, cả tích cực và tiêu cực, được gọi là "Hiệu ứng Walmart".

## Đời tư
Walton kết hôn với Helen Robson vào ngày Valentine, 14 tháng 2 năm 1943. Họ có bốn người con: Samuel Robson (Rob) sinh năm 1944, John Thomas (1946–2005), James Carr (Jim) sinh năm 1948 và Alice Louise sinh năm 1949.
Walton đã hỗ trợ nhiều hoạt động từ thiện khác nhau. Anh và Helen hoạt động tích cực trong Nhà thờ Trưởng lão số 1 ở Bentonville; Sam phục vụ với tư cách là Trưởng lão và giáo viên Trường Chủ nhật, dạy học sinh trung học. Gia đình đã đóng góp đáng kể cho hội thánh. Walton đã đưa khái niệm “lãnh đạo phục vụ” vào cấu trúc công ty của Walmart dựa trên khái niệm về Đấng Christ là một nhà lãnh đạo phục vụ và nhấn mạnh tầm quan trọng của việc phục vụ những người khác dựa trên Cơ đốc giáo.
Walton được chẩn đoán và điều trị Bệnh bạch cầu.

### Qua đời
Walton qua đời vào Chủ nhật, ngày 5 tháng 4 năm 1992 (ba tháng trước lễ kỷ niệm lần thứ ba mươi của Walmart), vì bệnh đa u tủy, một loại ung thư máu, tại Little Rock, Arkansas. Tin tức về cái chết của ông đã được chuyển tiếp qua vệ tinh tới tất cả 1.960 cửa hàng Walmart. Vào thời điểm đó, công ty của ông có 400.000 nhân viên. Doanh thu hàng năm gần 50 tỷ đô la đến từ 1.735 Walmarts, 212 Sam's Club và 13 Supercenters.
Hài cốt của ông được an táng tại Nghĩa trang Bentonville. Ông để lại quyền sở hữu Walmart cho vợ và các con của họ: Rob Walton kế vị cha mình làm Chủ tịch Walmart, còn John Walton là giám đốc cho đến khi ông qua đời trong một vụ tai nạn máy bay năm 2005. Những người khác không tham gia trực tiếp vào công ty (ngoại trừ thông qua quyền biểu quyết của họ với tư cách là cổ đông), tuy nhiên, con trai ông Jim Walton là chủ tịch của Arvest Bank. Gia đình Walton giữ năm vị trí trong top 10 người giàu nhất nước Mỹ cho đến năm 2005. Hai cô con gái của anh trai Sam là Bud Walton—Ann Kroenke và Nancy Laurie—nắm giữ số cổ phần nhỏ hơn trong công ty.